# Gyönyör József
Gyönyör József (Szalatnya, 1920. október 25. – Ipolyság, 2003. január 13.) jogász, jogtörténész, politológus, közíró.

## Élete
Hároméves korában családja Egegre költözött, majd kivándoroltak Franciaországba. Francia iskolában kezdte tanulmányait, majd
1939-ben érettségizett az ipolysági reálgimnáziumban. Felvették az egri érseki jogakadémia rendes hallgatói közé, ahol 1939. szeptember 30-tól 1943. június 7-ig elvégezte a jog- és államtudománykari tanfolyamot. A budapesti Pázmány Péter Tudományegyetem Jog- és Államtudományi Karán tett államtudományi szigorlatot, melynek eredményeként 1943. december 11-én doktorrá avatták. Ekkor Budapesten élt, és 1939. november 16-tól 1947. január 7-ig havidíjas hivatalnokként a Központi Városházán dolgozott.
A második világháborúban Budapesten szovjet hadifogságba került. Édesanyja kérésére nem távozott nyugatra, bár rokonainak nagy része Kanadában élt. A népbíróság perbe fogta. Az enyhülés időszakában sem kapta meg a csehszlovák állampolgárságot. Közel tíz esztendőn át tartózkodási engedéllyel élhetett szülőföldjén és vállalhatott fizikai munkát, mialatt további zaklatásoknak volt kitéve.
Az 1948. év végén a Korponai Járási Hivatalba került, majd húsz éven át a kerületi nemzeti bizottság alkalmazottja volt. Mint közíró 1968 márciusában már írt az Új Szóba a második világháború után a csehszlovákiai magyarságot ért megpróbáltatásokról. A csehszlovák állampolgárságot 1955-ben kapta meg újra, majd az államigazgatás különböző szintjein betöltött tisztségek után 1969-től a Szlovák Köztársaság kormányhivatala nemzetiségi főosztályának munkatársaként dolgozott. A szlovákiai magyarság jogtörténetével, történelmével és jogi helyzetével foglalkozott.
Egegen nyugszik.

## Elismerései
- 1990 Madách Könyvkiadó Nívódíja
- 1990 Fábry-díj
- 2000 Kemény Zsigmond-díj, de az elismerést visszautasítja
- Szlovák Köztársaság Ezüstplakettje

## Művei
- 1989 Államalkotó nemzetiségek. Tények és adatok a Csehszlovákiai nemzetiségekről.
- 1990 Mi lesz velünk, magyarokkal? Fejezetek a csehszlovákiai magyarság történetéből 1918-tól napjainkig.
- 1992 Határok születtek. A csehszlovák állam megalakulása és első törvénye
- 1993 Közel a jog asztalához. A csehszlovák állam kezdeti nehézségei, területi gyarapodása, ideiglenes alkotmánya, alkotmánylevele és annak sorsa.
- Terhes örökség. A magyarság lélekszámának és sorsának alakulása Csehszlovákiában; Madách-Posonium, Pozsony, 1994